# Takeshi Watanabe
Takeshi Watanabe (渡辺 毅 Watanabe Takeshi?,  nacido el 10 de septiembre de 1972 en Fujieda, Shizuoka) es un exfutbolista japonés que se desempeñaba como defensa.
En 1997, Watanabe jugó para la selección de fútbol de Japón.

## Trayectoria

### Clubes
| Club           | País  | Año         |
| -------------- | ----- | ----------- |
| Kashiwa Reysol | Japón | 1995 - 2004 |

### Selección nacional
| Selección | País  | Año  |
| --------- | ----- | ---- |
| Absoluta  | Japón | 1997 |

## Estadística de equipo nacional
| Selección de Japón | Selección de Japón | Selección de Japón |
| Año                | Part.              | Goles              |
| ------------------ | ------------------ | ------------------ |
| 1997               | 1                  | 0                  |
| Total              | 1                  | 0                  |

## Palmarés

### Títulos nacionales
| Título         | Club           | País  | Año  |
| -------------- | -------------- | ----- | ---- |
| Copa J. League | Kashiwa Reysol | Japón | 1999 |